# Carlos Alberto Benavides Mora
Carlos Alberto Benavides Mora (Pasto, 2 de agosto de 1975) es un político, docente e investigador colombiano. Actualmente es Senador de la República por el Polo Democrático Alternativo, que es parte de la coalición Pacto Histórico.
Presidente actual del Polo Democrático Alternativo. Vicepresidente de la Comisión Primera Constitucional del Senado de la República para la legislatura 2025-2026 y presidente de la Comisión Accidental de Agua y Biodiversidad.

## Biografía
Es oriundo del Suroccidente colombiano, donde nació y creció en una familia campesina en el departamento de Nariño. En su juventud hizo su carrera universitaria como antropólogo en la ciudad de Bogotá, donde hizo parte activa del movimiento estudiantil.
Doctor en Antropología de la Universidad de México, magíster en Sociología de la Universidad París III en Sorbona. Ha ejercido como docente e investigador en universidades públicas y privadas, abordando temas como ordenamiento territorial, configuración regional, movimientos sociales, pueblos indígenas y afro, y la relación entre cultura, producción, territorio y poder. Es autor y coautor de diversos textos académicos como: “La gente negra en el norte del Cauca” publicado en la revista Tabula Rasa en su número 52, “Tiempos de vida y muerte: memorias y luchas de los pueblos indígenas en Colombia” publicado por el Centro Nacional de Memoria Histórica y “El paro de paros en Colombia: estallidos plurales y disputas en común” publicado por la revista Controversia.
Su trayectoria política se ha forjado en las luchas sociales y populares en defensa de la vida y la justicia. Ha sido vocero de procesos de movilización social desde 1998, desde un papel destacado en el movimiento estudiantil y con una contribución significativa a la consolidación de luchas sociales por el derecho a la ciudad, las vidas campesinas, la minga indígena, las reivindicaciones de los pueblos afro y la paz. Su liderazgo ha estado ligado a la construcción de organizaciones sociales y a la pedagogía popular, a partir de un extenso trabajo de campo que articulaba la labor intelectual con el trabajo de base y la movilización social.
Su carrera política se caracteriza por la búsqueda de la unidad de la izquierda, primero en el Frente Social y Político y posteriormente en la construcción del Polo Democrático Alternativo, desde su fundación en 2005. Ha sido parte del Ejecutivo Nacional de este partido desde el 2009, en representación de la tendencia Fuerza Común. 
Ha desempeñado un papel fundamental en la consolidación del Pacto Histórico como un espacio unitario de las fuerzas de izquierda y progresistas, como parte de su comité político.
En su labor como Senador de la República, ha participado activamente en la construcción de mayorías como Coordinador Ponente del Plan Nacional de Desarrollo Colombia Potencia Mundial de la Vida. También ha sido ponente de iniciativas como la creación de la Jurisdicción Agraria, el reconocimiento de la Panamazonía, la articulación entre Jurisdicción Especial Indígena y la Jurisdicción Ordinaria, la Mesada 14 para docentes y el Fortalecimiento Municipios PDET. 

## Iniciativas Legislativas
Dentro de su trayectoria legislativa, el senador ha presentado las siguientes iniciativas de autoría:
1. Reconocimiento de la Panamazonía como Sistema de Vida Regional (PL 120/24).
2. Vinculación de la Nación a la Conmemoración de los 225 años de la gesta independentista de los Comuneros del Sur de Nariño (PL 123/24).
3. Fondo Convergencia Territorial (PL 141/24).
4. Regla Fiscal Territorial (PL 142/24).
5. Sello TEC (PL 421/25).
6. Fauna silvestre y redes eléctricas (PL 420/25).

Ha sido coautor de más de 40 proyectos de ley y actos legislativos. Estas iniciativas abarcan temas como la agroecología y la soberanía alimentaria, el fortalecimiento de radios comunitarias y medios populares, el reconocimiento de ríos y territorios como sujetos de derechos, la educación campesina, la protección de semillas nativas, el ordenamiento territorial, el cuidado y protección de cuencas hídricas, entre muchos otros. 